# محمد القاسم إسماعيل الحسيني
الاِمام محمد القاسم إسماعيل الحسيني (المهدي لدين اللّه) إمام اليمن، يرجع نسبه إلي الاِمام يحيي حمزة الحسيني.
كانت دعوته سنة 1298هجرية. ثم أُخذ بعد ذلك وسجنه الاَتراك.
توفي سنة 1319هـ.
| المناصب السياسية    | المناصب السياسية | المناصب السياسية               |
| ------------------- | ---------------- | ------------------------------ |
| سبقه المحسن بن محمد | ائمة اليمن       | تبعه شرف الدين بن محمد الحسيني |